# Alphonse Saladin
Alphonse Saladin, né le 6 février 1878 à Épinal (Vosges) et mort le 28 juillet 1956 au Havre (Seine-Maritime), est un sculpteur et un conservateur de musée français.

## Biographie
Élève de Jean-Marie Mengue (1855-1939) et de Jean-Paul Aubé (1837-1916), il est un sculpteur reconnu dans les années 1910-1920. Il est également le conservateur du musée des beaux-arts du Havre de 1925 à 1951. Désireux de constituer un embryon d'œuvres du XXe siècle, il persuade des artistes de céder une œuvre à prix modique entre 1926 et 1928. Il s'intéresse à enrichir le musée dont il a la charge en matière de gravure à partir de 1930.
Il expose à la galerie Legrip à Rouen en 1943.

## Œuvres dans les collections publiques
- Paris : cimetière du Montparnasse, buste en bronze d'Albert Mérat (27e division).
- Le Thillot : Monument aux morts[2].
- Troyes, musée des beaux-arts :
  - Auguste Rodin, buste ;
  - Buste de Houdain.